# Magnus den Blinde
Magnus den Blinde, Magnus 4. eller Magnus Sigurdsson den Blinde (ca. 1115 – 12. november 1139) var søn af kong Sigurd Jorsalfar og hans frille Borghild Olavsdatter, og konge af Norge i årene 1130-35.

## Kongesøn
I borgerkrigstiden i Norge - fra Jorsalfars død i 1130 og frem til 1240 - var der løbende stridigheder mellem forskellige kongsemner. Magnus 4. blev opfostret hos lendmannen Vidkunn Jonsson på Bjarkøy, men var hos sin far, kong Sigurd, da denne døde i Oslo i 1130, og blev straks taget til konge. Faren havde udset ham til at være enekonge, men Magnus måtte dele kongemagten med sin fars påståede halvbror Gilchrist, kaldt Harald Gille, som påstod at være søn af Magnus Barfod og var taget til konge på Haugating ved Tønsberg. Harald Gille var så populær, at Magnus ikke havde andet valg end at acceptere ham som medkonge.

## Ægteskab med Knud Lavards datter
Magnus blev i 1133 gift med Knud Lavards datter Kirsten, der skal være omtalt i folkevisen om Prins Buris og Liden Kirsten. Kort tid efter brylluppet flygtede Kirstens farbror Erik Emune til Norge; og da Kirsten opdagede, at hendes ægtefælle planlagde at udlevere hendes farbror til hans fjender, røbede hun sin mands rænker for sin farbror, som dermed undslap. Magnus forstødte hende derfor. Senere kendes Kirsten kun som vidne, da Erik Lam udstedte et gavebrev til Odense kloster i 1141. Folkevisen omtaler i øvrigt "liden Kirsten" som den "Valdemar den Stores søster", der havde et forhold til Henrik Skadelårs søn, prins Buris, og ligger gravlagt udenfor Vestervig Kirke; men det er der ikke noget historisk hold i.

## Sejr ved en splint af korset
Uvenskabet mellem Magnus Sigurdsson og Harald Gille brød nu ud i åbent fjendskab. Deres styrker stødte sammen ved ved Fyrileiv (nu Färlev) i Ranrige (det nordlige Bohuslen) 9. august 1134; Magnus' større hær besejrede Haralds mænd. Magnus lod også "bera fyrir sér krossinn helga í orrustu"(= den hellige splint fra korset blive båret foran sig i slaget). Han skal have sat sin lid til relikvien fra Konghelle. Sagaen beretter, at "Krossinn helga hafði Magnús konúngr haft með ser, siðan Fyrirleifar orrosta var, ok vildi han ekki tilsegia, hvar þá var kominn" (= Den hellige korssplint havde kong Magnus med efter slaget ved Färlev, men ville ikke oplyse, hvor den befandt sig). Imidlertid skal den have været på plads igen i Konghelle vel et halvt år senere.

## Nederlag
Harald Gille flygtede til Erik Emune, som nylig var taget til konge i Danmark. Kong Erik gav Harald en hær, som satte kursen mod Bergen, lagde til i Florvåg på Askøy ud for byen, og gik til angreb. Da Magnus' folk flygtede, forsøgte han at følge efter, men blev standset af den jernlænke, han havde anvendt til at spærre Vågen, Bergens indre havn. Kong Magnus blev taget til fange 7. januar 1135, afsat og dertil lemlæstet af Harald Gilles træller, så han aldrig mere kunne være konge: Hans ene fod blev hugget af, han blev gildet, og hans øjne stukket ud. Derefter blev han sat i Nidarholm kloster (Munkholmen) ved Nidaros. Han fik sit underhold af indtægter fra gården Hernes på Frosta.
Snorre gengiver et kvad, Haraldsdråpa, av skjalden Einar Skulason om overfaldet:
Vågen i Bergen en uge var lukket.
Væk kunne hærskib fra byen ej fare.

## Tilbage som konge
I 1136 blev Harald Gille dræbt - også i Bergen - mens hans nye kone, Henrik Skadelårs enke Ingrid Ragnvaldsdatter, var til stede i kongsgården. Drabsmanden Sigurd Slembe - endnu en påstået søn af Magnus Barfod og altså Harald Gilles halvbror - hentede Magnus ud af klosteret tidligt i 1137. En tid måtte Sigurd flygte til de norske øer vestpå, men Magnus 4. fik på egen hånd samlet en hær fra Opplandene. Den blev slået af Harald Gilles hær ved Minne sommeren 1137. Magnus flygtede til Danmark, hvor han fik hjælp af Erik Emune; men hans hærtogt mod Oslo endte med nederlag. Senere kom Sigurd Slembe hjem og sluttede sig til Magnus, som udrustede en ny dansk-norsk hær i Danmark, men led nederlag mod Harald Gilles sønner, kongerne Inge Krogryg og Sigurd Munn, i slaget ved Holmengrå nær Strømstad 12. november 1139. Magnus 4. blev dræbt, da en af hans mænd, Reidar Grjotgardsson, ville bære ham væk fra slagmarken. Han blev gravlagt i Hallvardskirken i Oslo. Sigurd Slembe blev fanget og pint ihjel efter slaget.
Magnus efterlod sig ingen børn. I Nóregs konungatal fra 1190'erne regnes han ikke med i kongerækken.

## Bjørnsons digt
Digtet om blindingen af Magnus er hentet fra Bjørnstjerne Bjørnsons skuespil Sigurd Slembe fra 1862:
Å, lad mig endnu én gang dog se
op mod de tindrende stjerner!"
bad ung Magnus og sank i knæ,
det var ynk at se.
Alle kvinder i gråd sig fjerner.
"Å, først til kirke, Guds hellige blod
være det sidste, jeg skuer!
Det skal bade i lysets flod,
tage mildt imod
mit øjes bristende luer!"
Stålet sank i, og hans øjes væld
sank som et lyn i natten.
"Magnus, vor konge, farvel, farvel!"
"Å, farvel, farvel,
I, som fulgte i somre atten!"